# كاسبارس سيبروس
كاسبارس سيبروس (باللاتفية: Kaspars Cipruss) مواليد 2 فبراير 1982 في ريزكني، لاتفيا، هو لاعب كرة سلة لاتفي. بدأ مسيرته الاحترافية في سنة 1998. يبلغ طوله 6 قدم 11 بوصة (2.1 م).

## المسيرة الاحترافية
لعب مع نادي أوليمبيا لكرة السلة في موسم 2001–2002، ثم لعب مع نادي سلوفان لكرة السلة في موسم 2001–2002، ثم لعب مع نادي إشبيلية لكرة السلة في الدوري الإسباني في موسم 2003–2004، ثم لعب مع نادي ولبة لكرة السلة في موسم 2003–2004، ثم لعب مع نادي إشبيلية لكرة السلة في الدوري الإسباني من سنة 2004 إلى 2006.

## الإنجازات
- دوري لاتفيا لكرة السلة: 1997-98، 1998–99
  - الوصافة 2001-02، 2006–07

## روابط خارجية
- كاسبارس سيبروس على موقع الاتحاد الدولي لكرة السلة (الإنجليزية)
- كاسبارس سيبروس على موقع الدوري الإسباني لكرة السلة (الإسبانية)
- كاسبارس سيبروس على موقع كرة السلة الأوروبية.كوم (الإنجليزية)
- كاسبارس سيبروس على موقع ريلجم (الإنجليزية)
- كاسبارس سيبروس على موقع بروبوليرز (الإنجليزية)
- كاسبارس سيبروس على موقع سبورتس رفرنس (الإنجليزية)